# Waltz (Familienname)
Waltz ist ein deutscher Familienname.

## Herkunft und Bedeutung
Waltz ist eine Koseform des Vornamens Walther. Zu weiteren Informationen siehe dort.

## Namensträger
- Christoph Waltz (* 1956), österreichisch-deutscher Schauspieler
- David Waltz (1943–2012), US-amerikanischer Informatiker
- Gustavus Waltz (vor 1732–nach 1759), britischer Sänger
- Hanna Gronkiewicz-Waltz (* 1952), polnische Juristin und Politikerin, Stadtpräsidentin Warschaus
- Jean-Jacques Waltz (1873–1951), elsässischer Grafiker, Zeichner und Heimatforscher (Künstlernamen Hansi)
- Jeanne Waltz (* 1962), schweizerische Filmschaffende
- Kenneth Waltz (1924–2013), US-amerikanischer Politologe
- Lisa Waltz (* 1961), US-amerikanische Schauspielerin
- Martin U. Waltz (* 1962), deutscher Fotograf
- Michael Waltz (* 1974), US-amerikanischer Politiker, Soldat und Sicherheitsberater
- Otto Waltz (1844–1918), deutscher Historiker und Hochschullehrer
- Patrick Waltz (1924–1972), US-amerikanischer Schauspieler
- Sasha Waltz (* 1963), deutsche Choreografin, Tänzerin und Leiterin eines Tanzensembles
- Viktoria Waltz (* 1944), deutsche Architektin und Raumplanerin